# Örökkön-örökké (film, 1998)
Az Örökkön-örökké (eredeti cím: Ever After – A Cinderella Story)  1998-ban bemutatott romantikus filmdráma.
Egy szolgalány, Danielle De Barbarac beöltözik úri hölgynek, hogy segítsen egy másik szolgán. Összeismerkedik Henry herceggel és lassan románc kezd kialakulni köztük. A herceg nem sejti, hogy Danielle nem az, akinek mondja magát, hiszen nem az igazi, hanem az édesanyja nevét adta meg neki, Comtesse Nicole de Lancre-t.
A film három díjat nyert, és további négyre jelölték.

## Cselekménye
|  | Alább a cselekmény részletei következnek! |

A Grimm testvérek vendégségbe mennek egy idősödő asszonyhoz, aki megdicséri a népmesegyűjteményüket, mégis szeretné, ha a Hamupipőke történetet ő is elmesélhetné – úgy, ahogy az valójában megtörtént. A meséje egy Danielle De Barbarac (Drew Barrymore) nevű lányról szól.
Danielle egy nyolcéves kislány, aki a 16. században az apjával élt Franciaországban, egy kis birtokon. Anyja korábban meghalt, ezért apja és közte levő kapcsolat igen szoros. A férfi újranősül, egy bárónőt vesz el, aki magával hozza két, Daniellel egykorú lányát. Nem sokkal érkezése után a férfinak ismét útra kell kelnie, de indulása után röviden meghal szívrohamban, magára hagyva a bárónőt a három kislánnyal. A bárónő, Rodmilla De Ghent (Anjelica Huston) neheztel Danielle-re az apja iránta érzett szeretetéért.
Mire a kislány nagylánnyá cseperedik és tizennyolc éves lett, a bárónő szolgasorba taszítja és a birtokot a szegénység szélére sodorja. Rodmilla idősebb lánya, Marguerite (Megan Dodds), olyan kegyetlen és arrogáns, mint az anyja, amíg a második lány, Jacqueline (Melanie Lynskey), szelíd, de az anyja nem tartja sokra.
Egyik reggel Danielle találkozik Henry herceggel. A férfi elmenekült a királyi kastélyból, mert hozzá akarják adni egy spanyol hercegnőhöz. A lány nem ismeri meg, csak azt látja, hogy édesapja egyik lován szökik el, ezért elkezdi almával dobálni. Mindennek lehordja, és mikor kiderül, hogy ki az, akit megdobált, kegyelmet kér. A herceg csak a hallgatását kéri, és ellovagol. Nem jut messze, cigányok rabolnak ki egy hintót, és egy öregúr a segítségét kéri. Elkapja a tolvajt és kiderül, hogy akit megmentett, az Mona Lisa és az öregúr nem más, mint Leonardo da Vinci.
Danielle úgy dönt, hogy ami aranyat kapott a hercegtől, nem fogja elszórni, hanem vissza fogja hozni az idős szolgát, Maurice-t, akit a bárónő miatt kellett eladni. Nem tudta kifizetni az adóját, ezért adta oda a szolgáját helyette. Egy gyönyörű ruhában jelenik meg a királyi udvarban és követeli a szolga kiszabadítását, felajánlva a hercegtől kapott 20 arany frankot. Nem akarják elengedni, de megjelenik maga a herceg és a lány érvei meggyőzik, hogy eressze szabadon az öreget. Henry beszélgetni kezd Danielle-lel, aki nem akar semmit elárulni magáról, ezért hazudnia kell. Az mondja, hogy egy nagynénjét látogatja meg, de mást nem árul el. A herceg addig-addig unszolja, hogy kénytelen egy nevet mondani neki. Az első, ami az eszébe jut, az édesanyja neve, Comtesse Nicole de Lancret. Utána elfut.
Henry herceg lázadozik apja döntésével, nem akar a spanyol hercegnővel kényszerházasságot kötni. Apja nem akar fiában csalódni, ad neki 5 napot, hogy találjon egy hozzá illő lányt. Ha nem sikerül, az ő jelöltje, a spanyol hercegnő marad. A döntést a Da Vinci tiszteletére rendezett álarcosbálban fogják közzétenni. Meghívnak minden szóba jöhető embert a bálba, beleértve a bárónőt, két lányát és a mostohalányát is. A bárónő mindenképp Marguerite-ot szeretné Henry mellett a trónon, ezért minden tőle telhetőt megtesz, hogy lányát közel hozza a herceghez. A bálba a legszebb ruhában akar menni Marguerite, de nem talál megfelelőt. Az anyja megmutatja neki Danielle anyjának gyönyörű ruháját. Épp akkor jelenik meg a lány, ezért azt hazudják, hogy csak kiszellőztetik a göncöt, és ő is eljöhet a bálba.
Később ismét találkozik Danielle és a herceg. A lány szarvasgombát gyűjt, és észreveszi, hogy nagyon koszos. Elmegy megfürödni a folyóba, és Leonardo (aki Henry-vel együtt egy vízen járó szerkentyűt próbál ki) épp belebotlik. A parton kellemesen elbeszélget a két fiatal.
Kis idő múltán a part egy másik szakaszán megjelenik Jacqueline, és Danielle nevét kiabálja, ezért a lánynak rohannia kell.
A bárónőnek jelentik a szolgálók, hogy sorban tűnnek el a holmik a házból, ő pedig levonja a bérükből.
Másnap Marquerite elmegy megnézni a herceget egy tenisz meccsen, aki meghívja őt egy sétára a piacon át. Jót beszélgetnek, Henry csokit ad neki, majd megérkeznek a bárónő szolgáihoz. Mikor Danielle felegyenesedik és meglátja a herceget, a kezében levő tyúkot rádobja és elszalad.
Otthon Danielle beszélget mostohaanyjával, aki mesél neki Danielle anyjáról és apjáról. Mikor a lány rákérdez, hogy szerette-e az apját a bárónő, az nem válaszol neki.
Másnap a mezőn Danielle sárkányt ereget, mellette Gustave egy képet fest a kastélyról. A herceg épp arra lovagol, Da Vincit keresi. Mikor a lány észreveszi, ki közeleg, elbújik. Gustave azt mondja, a sárkányt a Comtesse-től kapta, aki barátja Leonardónak. Elárulja, hogy a bárónő birtokán van, ezért a herceg odalovagol. Danielle levágja az utat, így előbb hazaér és még időben át tud öltözni, fogadni tudja a herceget.
Elmennek a kolostor könyvtárába és beszélgetnek Danielle apjáról, aki megszerettette Danielle-lel a könyveket és a különféle tudományokat, mert ilyen könyveket olvasott neki, amikor kicsi volt. Hazafelé úton kitörik a kocsi kereke, így kénytelenek gyalog megtenni az út hátralévő részét. Eltévednek, így Danielle felmászik egy sziklára, hogy körbe tudjon nézni. Miközben lemászik, cigány útonállók jelennek meg. Az egyiket legyőzi Henry, de Danielle-t elkapja egy másik. Végül elengedik, és ő rögtön követeli vissza a holmiját. A főnök azt mondja, "Mindent elvihet, amit elbír!". Ezt szó szerint veszi a lány és felveszi a hátára a herceget. A cigányok nagyot nevetnek rajta és visszahívják őket. Az estét ott töltik és elcsattan köztük az első csók.
Eközben Marquerite visszaadja a királynőnek az egyik brossát, aki nagyon megörül neki. Meghívja másnapra magához az édesanyjával együtt.
A herceg egy régi palota romjainál várja Danielle-t, akit előző nap a mostohája megkorbácsoltatott. Szeretné elmondani a hercegnek az igazságot, de az nem hagyja szóhoz jutni.
A mostoha bezárja Danielle-t a pincébe, hogy ne tudjon elmenni a bálba, de Gustave értesíti Da Vincit, aki kiszabadítja a lányt. A szolgálónők unszolására elmegy az álarcosbálba egy különleges ruhában, aminek szárnyai vannak. Mostohaanyja azonban leleplezi, letépi a szárnyait és megalázza mindenki előtt. Henry elfordul a lánytól, akiről kiderült, hogy csak egy egyszerű szolgáló.
Kiderül, hogy a mostoha adogatta el a holmikat a házból (nincs semmiféle tolvaj). Most pedig visszakap mindent, Danielle-ért cserébe, akit eladott rabszolgának egy kereskedőnek, aki régen szemet vetett Danielle-re, és erőszakkal magával hurcolja. Danielle láncra verve sínylődik, mivel már meg akart szökni, majd az első adandó alkalommal megszerzi fogva tartója tőrét és kardját, és arra kényszeríti, hogy átadja neki a lánca kulcsát. Eközben megérkezik ide Henry herceg, hogy megmentse a lányt, aki éppen kisétál az ajtón. Henry rájött, hogy Danielle-t szereti igazán, ezért megkéri, hogy legyen a felesége, amire Danielle igent mond.
Rodmilla De Ghent bárónőt és lányait a palotába rendelik. Azonban ott Amerikába való száműzetés várna rájuk, de helyette Danielle közbenjárására egy kelmefestő műhelyben kell dolgozniuk.
|  | Itt a vége a cselekmény részletezésének! |

## Szereplők
| Karakter            | Színész          | Magyar hang        |
| ------------------- | ---------------- | ------------------ |
| Danielle            | Drew Barrymore   | Kisfalvi Krisztina |
| Henrik herceg       | Dougray Scott    | Selmeczi Roland    |
| Rodmilla            | Anjelica Huston  | Moór Marianna      |
| Leonardo da Vinci   | Patrick Godfrey  | Dobránszky Zoltán  |
| Marguerite          | Megan Dodds      | Kiss Eszter        |
| Jacqueline          | Melanie Lynskey  | Somlai Edina       |
| Ferenc király       | Timothy West     | Makay Sándor       |
| Marie királyné      | Judy Parfitt     | Vándor Éva         |
| Laurent kapitány    | Peter Gunn       | Besenczi Árpád     |
| Gustave             | Lee Ingleby      | Markovics Tamás    |
| Paulette            | Kate Lansbury    | Illyés Mari        |
| Louise              | Matyelok Gibbs   | Kassai Ilona       |
| Maurice             | Walter Sparrow   |                    |
| Dáma                | Jeanne Moreau    | Tímár Éva          |
| Pierre Le Pieu      | Richard O'Brien  |                    |
| Danielle gyerekként | Anna Maguire     |                    |
| Auguste             | Jeroen Krabbé    | Sörös Sándor       |
| Wilhelm Grimm       | Joerg Stadler    |                    |
| Jacob Grimm         | Andy Henderson   |                    |
| Apród               | Toby Jones       |                    |
| Gustave gyerekként  | Ricki Cuttell    | Szvetlov Balázs    |
| A cigányok vezetője | Mark Lewis       |                    |
| Gabriella hercegnő  | Virginia García  |                    |
| Spanyol király      | Christian Marc   |                    |
| Spanyol királyné    | Elvira Stevenson |                    |

## Megjelenése
A film Angliában 1998. június 29-én került a mozikba, a 20th Century Fox forgalmazásában. Magyarországi mozibemutatója 1999. február 11-én volt.
DVD-n 1999. március 2-án jelent meg.

## Fogadtatás
Az amerikai filmkritikusok véleményét összegző Rotten Tomatoes 90%-ra értékelte 63 vélemény alapján.

## Díjak, jelölések
elnyert díjak
- 1999 Academy of Science Fiction, Fantasy & Horror Films, USA, Saturn Award, „legjobb színésznő” – Drew Barrymore
- 1999 Blockbuster Entertainment Award
- 1999 Kids' Choice Awards, USA, Blimp Award, „kedvenc színésznő” – Drew Barrymore

jelölések
- 1999 Chlotrudis Awards, „legjobb színésznő” –  Drew Barrymore
- 1999 Golden Trailer Awards, „legjobb romantikus film”
- 1999 Satellite Awards, Golden Satellite Award, „legjobb filmkosztüm terv” – Jenny Beavan
- 1999 Teen Choice Awards, „legjobb alakítás” – Dougray Scott

## Forgatási helyszínek
- Château de Fénélon, Dordogne, Franciaország
- Château de Hautefort, Dordogne, Franciaország
- Château de Losse, Thonac, Dordogne, Franciaország
- Dordogne, Franciaország